# الاعتراف القانوني بالعلاقات المثلية في اليونان
اعترفت اليونان قانونيا بالعلاقات المثلية عن طريق السماح للشركاء المثليين بالدخول في اتفاقيات المساكنة (باليونانية: σύμφωνο συμβίωσης)‏ منذ 24 ديسمبر 2015. وافق البرلمان اليوناني على مشروع قانون يسمح بتمديد اتفاقيات المساكنة إلى الشركاء المثليين في 23 ديسمبر عام 2015، ونشرت في الجريدة الرسمية في اليوم التالي.

## اتفاقيات المساكنة

### تشريع اتفاقيات المساكنة للشركاء المغايرين
كانت حكومة رئيس الوزراء كوستاس كارامانليس، التي كانت في السلطة حتى أكتوبر 2009، تعارض زواج المثليين. واقترحت الحكومة التي كانت بقيادة حزب الديموقراطية الجديدة تشريعاً من شأنه أن يمنح العديد من الحقوق للشركاء غير المتزوجين، ولكن فقط للشركاء المغايرين. إذا تم تشريع القانون، فمن المتوقع أن يتم الإعلان عن أنه غير دستوري أو ضد مبادئ الاتحاد الأوروبي إذا تم تقديمه إلى المحاكم اليونانية أو الأوروبية.
قدمت الحركة الاشتراكية اليونانية بقيادة جورج باباندريو، والتي كانت في المعارضة في ذلك الوقت، في أبريل/نيسان 2006، مقترحًا تشريعيًا للاعتراف بالشركاء غير المتزوجين، من المثليين جنسياً، والمغايرين جنسياً، كالمثال الفرنسي لاتفاق التضامن المدني. ومع ذلك، وفقا لبعض المنظمات المدافعة عن حقوق المثليين، فإن المصطلحات المثيرة للجدل في الاقتراح لم تحرز سوى القليل من التقدم في مجال حقوق المثليين، كما أن الشراكة المقترحة من قبل الحركة الاشتراكية اليونانية تمنع الشركاء المثليين من التبني. في نوفمبر 2008، قدمت الحركة الاشتراكية اليونانية مرة أخرى مشروع قانون حول اتفاقيات المساكنة، على الرغم من أنها لم تحرز تقدمًا في البرلمان.
وردًا على مقترحات الحكومة في عام 2008 لإدخال حقوق قانونية للأزواج المتساكنين، اقترح رئيس الأساقفة إيرالياتوس الثاني في أثينا، وهو أسقف كنيسة اليونان الأكثر احترامًا، «أن هناك حاجة إلى التغيير مع الوقت». غير أنه من غير الواضح ما إذا كان هذا الرأي ينطبق على الشركاء المثليين، خاصة وأن الكنيسة كانت قد عارضت في السابق حقوق المثليين بشكل عام وقوانين الاتحادات المدنية بشكل خاص.
القانون رقم 3719/2008 («الإصلاحات المتعلقة بالأسرة والأطفال والمجتمع»)، التي دخلت حيز التنفيذ في 26 نوفمبر 2008، أنشأت شكلاً من أشكال الشراكة المعروفة باسم «اتفاقيات المساكنة» (باليونانية: σύμφωνο συμβίωσης)‏، وهي متاحة فقط للشركاء المغايرين.

### تمديد إتفاقيات المساكنة للشركاء المثليين
قبل الانتخابات التشريعية في 4 أكتوبر 2009، أعلنت الحركة الاشتراكية اليونانية دعمها للشراكات المسجلة المثلية في رد على استبيان أرسلته منظمات الدفاع عن حقوق المثليين. وفازت الحركة الاشتراكية اليونانية في الانتخابات.
في 17 سبتمبر 2010، أعلن وزير العدل هاريس كاستانيديس أنه تم تشكيل لجنة خاصة لإعداد قانون الشراكة المسجلة الذي يشمل كلا من الشركاء المثليين والشركاء المغايرين. تم تشكيل اللجنة في 29 يوليو 2010، ووفقًا لأعضائها، كان عملها هو تقديم مقترحات بشأن تحديث قانون الأسرة. حتى نهاية عام 2010، كانت ستتم مناقشة المسائل المتعلقة بالشركاء المغايرين، في حين ستتم مناقشة المسائل المتعلقة بالشركاء المثليين بعد يناير 2011.
في 8 فبراير/شباط 2011، قررت المحكمة الأوروبية لحقوق الإنسان دمج وقبول قضيتين قدمها أربعة شركاء مثليون بشأن خرق المادة 8 (احترام الحياة الخاصة والعائلية) إلى جانب المادة 14 (عدم التعرض للتمييز) والمادة 13 (الانصاف الفعال). وقد تم تقديم هذه القضايا إلى المحكمة الأوروبية لحقوق الإنسان نتيجة لتطبيق الدولة اليونانية لقانون اتفاقيات المساكنة الذي استبعد على وجه التحديد الشركاء المثليين. منحت المفوضية الأوروبية لحقوق الإنسان، اليونان حتى 31 مايو 2011 لتقديم ملاحظاتها.
في 19 أغسطس 2011، أعلن مسؤول حكومي أن الحكومة تهدف إلى تقديم تشريع يسمح بتسجيل الشراكات المثلية قريبًا.
في فبراير/شباط 2013، صرح وزير العدل أنطونيس روكباكيتش أن الحكومة تنظر في تعديل قانون اتفاقيات المساكنة ليشمل الشركاء المثليين.
في 7 نوفمبر 2013، حكمت المحكمة الأوروبية لحقوق الإنسان في قضية «فالياناتوس وآخرون ضد اليونان» بأن منع الشركاء المثليين من تسجيل اتفاقيات المساكنة تمييزي. في 12 نوفمبر، أعلنت الحركة الاشتراكية اليونانية عن نيتها تقديم مشروع قانون لتوسيع قانون اتفاقيات المساكنة للشركاء المثليين.
في نوفمبر 2014، تم الإعلان بأنه سيتم النظر في العديد من التغييرات الرئيسية في قانون الأسرة في اليونان، وأبرزها هو تمديد اتفاقيات المساكنة للشركاء المثليين. وأفيد أيضا أن وزارة العدل لا تدرس زواج المثليين.
في 9 فبراير 2015، وعدت الحكومة الائتلافية بقيادة ائتلاف اليسار الراديكالي (سيريزا)، التي أدت اليمين في 27 يناير 2015، بتوسيع اتفاقيات التساكن للشركاء المثليين.
في 24 أبريل 2015، أعلن الأمين العام لوزارة العدل اعتزام الحكومة تقديم مشروع قانون إلى البرلمان في غضون شهرين. بعد فترة وجيزة، تم تشكيل لجنة لدراسة القضية حتى 15 يونيو 2015. تم نشر هذا القانون في 10 يونيو 2015.
وفي 9 تشرين الثاني/نوفمبر 2015، نُشر مشروع جديد لمشروع قانون اتفاقيات المساكنة (القانون 4356/2015) الذي يمنح بعض حقوق الزواج. تم إرسال مشروع القانون للمشاورة العامة التي استمرت حتى 20 نوفمبر. أعلن وزير العدل نيكوس باراسكيفوبولوس أنه سيتم دراسة تبني المثليين للأطفال في المستقبل. تم تقديم مشروع القانون إلى البرلمان في 9 ديسمبر،
في نوفمبر 2014، تم الإعلان بأنه سيتم النظر في العديد من التغييرات الرئيسية في قانون الأسرة في اليونان، وأبرزها هو تمديد اتفاقيات المساكنة للشركاء المثليين. وأفيد أيضا أن وزارة العدل لا تدرس زواج المثليين.
في 9 فبراير 2015، وعدت الحكومة الائتلافية بقيادة ائتلاف اليسار الراديكالي (سيريزا)، التي أدت اليمين في 27 يناير 2015، بتوسيع اتفاقيات التساكن للشركاء المثليين.
في 24 أبريل 2015، أعلن الأمين العام لوزارة العدل اعتزام الحكومة تقديم مشروع قانون إلى البرلمان في غضون شهرين. بعد فترة وجيزة، تم تشكيل لجنة لدراسة القضية حتى 15 يونيو 2015. تم نشر هذا القانون في 10 يونيو 2015.
وفي 9 تشرين الثاني/نوفمبر 2015، نُشر مشروع جديد لمشروع قانون اتفاقيات المساكنة (القانون 4356/2015) الذي يمنح بعض حقوق الزواج. تم إرسال مشروع القانون للمشاورة العامة التي استمرت حتى 20 نوفمبر. أعلن وزير العدل نيكوس باراسكيفوبولوس أنه سيتم دراسة تبني المثليين للأطفال في المستقبل. تم تقديم مشروع القانون إلى البرلمان في 9 ديسمبر،
وتمت الموافقة عليه في 23 ديسمبر 2015، في تصويت 194 صوتا لصالحه، مقابل تصويت 55 صوتا ضده، وامتناع 51 عن التصويت (194-55-51). تم التوقيع على القانون من قبل رئيس اليونان ونشرت في الجريدة الرسمية للحكومة في 24 ديسمبر 2015. وقد دخل القانون حيز التتفيذ عند النشر.
تم عقد أول اتفاقية مساكنة مثلية في 25 يناير 2016 من قبل رئيس بلدية أثينا، غيورغيوس كامينيس.
في 9 تشرين الثاني/نوفمبر 2016، قدمت الحكومة مشروع قانون مساواة اتفاقيات المساكنة مع الزواج في معظم الأمور.وافق البرلمان على مشروع القانون في 2 ديسمبر، في تصويت 201 صوتا لصالح مقابل 21 صوتا ضد (201-21). تم التوقيع على القانون من قبل الرئيس بروكوبيس بافلوبولوس في 8 ديسمبر 2016، ودخل حيز التنفيذ عند نشره في الجريدة الرسمية للحكومة في اليوم التالي.

### إحصائيات
عدد اتفاقيات المساكنة في السنة هي كما يلي:
| السنة | إتفاقيات المساكنة المثلية | إتفاقيات المساكنة المثلية | إتفاقيات المساكنة المثلية | إتفاقيات الشراكة المغايرة | العدد الإجمالي لإتفاقيات المساكنة | % إتفاقيات المساكنة المثلية |
| السنة | بين النساء                | بين الرجال                | العدد الإجمالي            | إتفاقيات الشراكة المغايرة | العدد الإجمالي لإتفاقيات المساكنة | % إتفاقيات المساكنة المثلية |
| ----- | ------------------------- | ------------------------- | ------------------------- | ------------------------- | --------------------------------- | --------------------------- |
| 2016  | 50                        | 167                       | 217                       | 3,579                     | 3,796                             | 5.72%                       |
| 2017  | 40                        | 94                        | 134                       | 4,787                     | 4,921                             | 2.72%                       |

## زواج المثليين
وأعلنت منظمات الدفاع عن حقوق المثليين اليونانية عزمها رفع دعاوى قضائية ضد البلديات اليونانية التي ترفض زواج المثليين، مشيرة إلى ثغرة في قانون 1982 الذي شرع في الزواج المدني بين «الأشخاص»، دون الإشارة إلى الجنس.

### حالت الزواج الأولى في تيلوس
في 3 يونيو/حزيران 2008، قام رئيس بلدية تيلوس، أناستاسيوس أليفريس، بتزويج 4 شركاء مثليين، اثنان من المثليات، واثنان من المثليين، مستشهدا بثغرة قانونية. تم انتقاده بشدة من قبل رجال الدين من كنيسة اليونان، والتي عارضت في الماضي أيضا إدخال الزواج المدني بين المغايرين جنسيا، وهو القصد الأصلي لقانون عام 1982. وأعلن وزير العدل سوتيريوس هاتزيغاكيس أن زواج تيلوس «غير صالح» وأن المدعي العام للمحكمة العليا غيورغيوس سانيداس حذر رئيس البلدية أليفريس من التداعيات القانونية «لخرقه للواجب»، لكنه قال إنه «ليس لديه نية لإلغاء الزواج». وقامت الحكومة برفع دعوى قضائية لإلغاء حالتي زواج المثليين، ما أدى إلى مظاهرات واحتجاجات من قبل مجتمع المثليين والمثليات ومزدوجي التوجه الجنسي والمتحولين جنسيا.
في 5 مايو 2009، قضت المحكمة الابتدائية في رودس بأن حالتي الزواج غير قانونية، لكن الأزواج استأنفوا الحكم. تم عقد جلسة استماع حول القضية من قبل محكمة الاستئناف في دوديكانيز في 14 يناير 2011 وصدر القرار في 14 أبريل 2011. كما حكمت بأن الزواجين غير صالحين. في 30 نوفمبر 2017، أيدت المحكمة العليا هذا الحكم. وقد أعلن الأزوتج عن نيتهم مقاضاة اليونان أمام المحكمة الأوروبية لحقوق الإنسان.

### دعاوى قضائية أخرى
يتم الاستماع لدعوى قضائية منفصلة من قبل المحكمة العليا اليونانية، قدمتها مجموعة من الأزواج المثليين، لتشريع زواج المثليين. رفع 162 من الأزواج الآخرين دعوى قضائية أخرى، في انتظار جلسة الاستماع.

## الرأي العام
في مايو 2015، وجد استطلاع مؤسسة «فاوكس باري» أن 70% من اليونانيين وافقوا على أنه يجب توسيع نطاق الشراكات المدنية للشركاء المثليين. كما وجد نفس الاستطلاع تأييد الأغلبية لزواج المثليين، حيث أيده 56% منهم وعارضه 35% منهم.
أظهر استطلاع أحدث أجراه ديانيوس في كانون الأول/ديسمبر 2016 أن 50% من اليونانيين يؤيدون زواج المثليين وبأن 26% يؤيدون تبني المثليين للأطفال.